# Synagoge (Mellrichstadt)

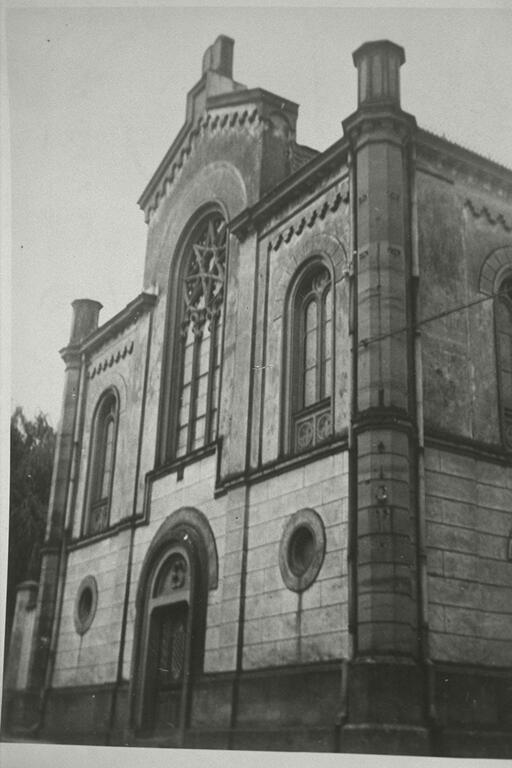
Synagoge in Mellrichstadt

Die Synagoge in Mellrichstadt, einer Stadt im unterfränkischen Landkreis Rhön-Grabfeld in Bayern, wurde 1881 errichtet. Die Synagoge stand an der Hauptstraße 50.

## Zeit des Nationalsozialismus
Am Freitag, den 30. September 1938 wurde die Synagoge verwüstet. Die Gewalt ging von einer Gruppe Sudetendeutscher aus, die sich damals in Mellrichstadt aufhielten. Man wollte ursprünglich die jüdischen Einwohner an diesem Freitag auf dem Weg zur Synagoge verprügeln. Da die jüdischen Einwohner gewarnt worden waren, sagten sie den Gottesdienst ab. Daraufhin wurde die Tür aufgebrochen und Leute drangen in die Synagoge ein. Sie zerschlugen die gesamte Inneneinrichtung und die Ritualien. 
Beim Novemberpogrom 1938 war in der Synagoge nichts mehr zu zerstören. Nur die Grundmauern blieben noch erhalten, auf denen später ein Bankgebäude erbaut wurde. Durch die Neubebauung des Grundstücks vor einigen Jahren sind auch die Grundmauern beseitigt worden.

## Gedenken

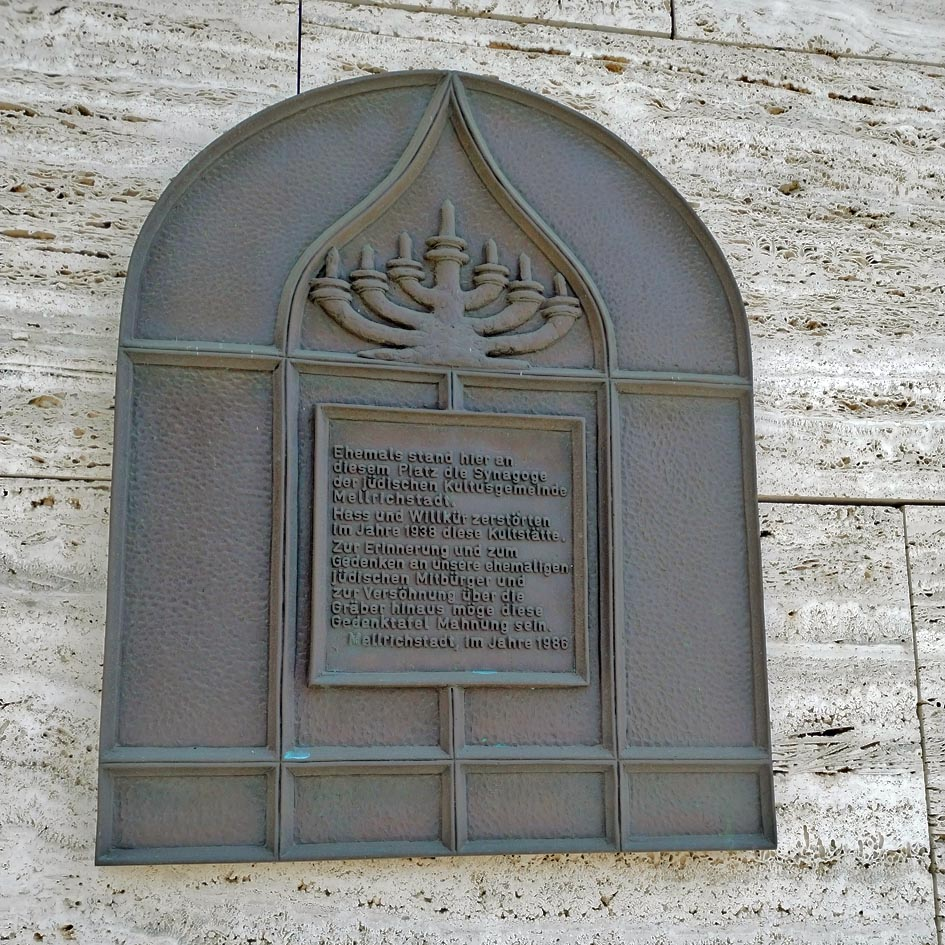
Gedenktafel jüdische Synagoge Mellrichstadt

Eine Gedenktafel mit der Inschrift: „Hass und Willkür zerstörten im Jahre 1938 diese Kultstätte“ wurde 1988 aufgestellt.